# Discographie de Michel Petrucciani
La discographie de Michel Petrucciani comprend l'ensemble des disques qu'il a publié durant sa carrière, de son premier album Flash en 1980, à sa mort en 1999, ainsi que des albums parus à titre posthume.

## Albums

### Albums studio
| Enregistrement | Titre de l'album         | Label                                        | Notes |
| -------------- | ------------------------ | -------------------------------------------- | --- |
| 1980           | Flash                    | Bingow Records                               | Enregistrement à St-Martin-de-Castillion (Jean Roché Studio) le 11,12 et 13 aout.                                                                                     |
| 1981           | Michel Petrucciani       | Owl Records                                  | Enregistrement en Hollande (Studio Spitsbergen) le 3-4 avril. |
| 1981           | Date with Time           | Owl Records                                  | Seul au piano. Enregistrement à Paris (Acousti Studio) le 15 décembre.                                                                                                |
| 1982           | Darn that dream          | Celluloid Records                            | Enregistrement à Marseille (Studio CMD) en trio avec son père Tony et son frère Louis.                                                                                |
| 1982           | Estate                   | Riviera Records                              | Enregistrement à Rome (Forum Rec. Studio) le 29-30 mars, 16 avril et 5 mai.                                                                                           |
| 1982           | Toot sweet               | Owl Records                                  | Avec Lee Konitz. Enregistrement à Paris (Centre Musical Bosendorfer) le 25 mai.                                                                                       |
| 1982           | Oracle's Destiny         | Owl Records                                  | Seul au piano pour un hommage à Bill Evans. Enregistrement à Paris (Salle Adyar) le 18 octobre.                                                                       |
| 1983           | 100 hearts               | The George Wein Collection Blue Note Records | Album en solo. Enregistrement en juin au Newport Jazz Festival. |
| 1984           | Note'n Notes             | Owl Records                                  | Enregistrement en solo au Village Studio le 5 octobre. |
| 1985           | Cold Blues               | Owl Records                                  | Duo avec Ron McClure. Dernier disque avec Owl avant de rejoindre Blue Note. Enregistrement à New York (Classic Sound Productions Studio) le 11 janvier.               |
| 1985           | Pianism                  | Blue Note Records                            | Enregistrement au RCA Studio le 20 décembre. |
| 1987           | Michel plays Petrucciani | Blue Note Records                            | Enregistrement à New York (Clinton Recording Studio) le 24 septembre et 9-10 décembre. Au Billboard, l'album se classe à la 9e place de la catégorie Top Jazz Albums. |
| 1989           | Music                    | Blue Note Records                            | Enregistrement à Los Angeles (The Record Plant) le 5 octobre. Au Billboard, l'album se classe à la 9e place de la catégorie Top Jazz Albums.                          |
| 1991           | Playground               | Blue Note Records                            | Enregistrement à New York (Clinton Recording Studio). Album dédié à son père Tony Petrucciani.                                                                        |
| 1993           | Promenade With Duke      | Blue Note Records                            | Seul au piano. Enregistrement à New York (Power Station). Au Billboard, l'album se classe à la 24e place de la catégorie Top Jazz Albums.                             |
| 1995           | Flamingo                 | Dreyfus                                      | Avec notamment Stéphane Grappelli. Enregistrement à Paris (Studios Davout) du 15 au 17 juin.                                                                          |
| 1997           | Both Worlds              | Dreyfus                                      | Enregistrement à New York (Right Track Recording Studio). |

### Albums live
| Enregistrement | Nom de l'album                     | Label                      | Notes |
| -------------- | ---------------------------------- | -------------------------- | --- |
| 1984           | Live at the Village Vanguard       | The George Wein Collection | Enregistrement le 16 mars avec The Fedco Truck. |
| 1986           | Power of Three (en)                | Blue Note Records          | Un trio avec Jim Hall et Wayne Shorter enregistré au Montreux Jazz Festival le 14 juillet 1986. Au Billboard, l'album se classe à la deuxième place de la catégorie Top Jazz Albums. |
| 1991           | Live                               | Blue Note Records          | Enregistrement à Metz en novembre à l'Arsenal. |
| 1994           | Marvellous                         | Dreyfus                    | Enregistré au studio du Palais des congrès à Paris. |
| 1994           | Conférence de Presse (Vol. 1 et 2) | Dreyfus                    | Enregistrement avec Eddy Louiss à Paris au Petit Journal Montparnasse du 14 au 16 juin.                                                                                              |
| 1994           | Au Théâtre Des Champs-Élysées      | Dreyfus                    | Enregistrement à Paris au Théâtre des Champs-Élysées du 14 novembre. |
| 1997           | Solo Live (en)                     | Dreyfus                    | Seul au piano. Enregistrement à Francfort (Alten Oper) le 27 février. |

### Albums posthumes
| Enregistrement | Nom de l'album                           | Label   | Notes |
| -------------- | ---------------------------------------- | ------- | --- |
| 1988-1989      | Conversation with Michel                 | Go JAzz | En duo avec Bob Malach. Enregistrement en janvier 1989 au (Ferber Studio et au Gimmick Studio) situé à Paris tandis que les conversations se déroulent en septembre 1988 à New York (Roxy Recorders). Paru en 2000.             |
| 1992           | Conversation                             | Dreyfus | En duo avec son père Toni Petrucciani. Enregistrement le 10 novembre à Lyon (Maison de la danse). Paru en 2001. |
| 1993-1994      | Concerts inédits                         | Dreyfus | Trois CD. Enregistrement CD1 : Festival de Jazz d'Antibes Juan-les-Pins le 27 juillet 1993. CD2 : Jazzhuis au Danemark le 18 avril 1994. CD3 : Nabari au Japon le 14 aout 1994. Paru en 1999.                                   |
| 1994           | Petrucciani NHØP                         | Dreyfus | Double album avec Niels-Henning Ørsted Pedersen. Paru en 2009. |
| 1997           | Both Worlds Live North Sea Jazz Festival | Dreyfus | Enregistrement en sextet du 10 juillet au North Sea Jazz Festival. Enregistrement le 15 septembre 1997 avec l'orchestre symphonique de La Haye. Enregistrement en duo au festival de Montreux le 16 juillet 1998. Paru en 2016. |
| 1997           | Trio in Tokyo                            | Dreyfus | Enregistrement en novembre au club Blue Note situé à Tokyo. Paru en 1999. |
| 1998           | Steve Grossman with Michel Petrucciani   | Dreyfus | Enregistrement du 23 au 25 janvier à Paris (Studio Davout) avec Steve Grossman. Paru en 1999. |
| 1989 et 1990   | Flashback                                | Dreyfus | Enregistrements live avec Louis Petrucciani à la contrebasse. Paru en 2013. |

## Invité
- Charles Lloyd Montreux 82 Elektra-Musician (1983, enregistré en juillet 1982)
- The Manhattan project (1989)
- Louis Petrucciani, The librarian (1990)
- Rachelle Ferrel, Somethin'else (1990)
- Michel Graillier, Dream drops (1991, enregistré en 1981)
- Philippe Petrucciani, The First (1991)
- Joe Lovano, From the soul (1992, enregistré fin 1991)
- Charles Lloyd, A night in Copenhague (1996, enregistré en 1983)
- Charles Aznavour, Jazznavour (1998). Petrucciani joue du piano sur deux chansons
- Steve Grossman & Michel Petrucciani, Quartet (1999, enregistré en 1998)
- Patrick Rondat, On the edge (1999)
- Days of wine and roses, The Owl Years (2000, enregistré entre 1981 et 1985)
- Marcus Miller : Dreyfus Night in Paris (enregistré en 1994)
- Serge Forté, O Nana Oyé  (le seul duo de piano de Petrucciani, Thanks for All, 2004)